# Камень (Малопольське воєводство)
Камень (пол. Kamień) — село в Польщі, у гміні Черніхув Краківського повіту Малопольського воєводства.
Населення — 1492 особи (2011).
У 1975-1998 роках село належало до Краківського воєводства.

## Демографія
Демографічна структура станом на 31 березня 2011 року:
|          | Загалом | Допрацездатний вік | Працездатний вік | Постпрацездатний вік |
| -------- | ------- | ------------------ | ---------------- | -------------------- |
| Чоловіки | 741     | 177                | 490              | 74                   |
| Жінки    | 751     | 138                | 454              | 159                  |
| Разом    | 1492    | 315                | 944              | 233                  |